# Agrotis microreas
Agrotis microreas är en fjärilsart som beskrevs av Edward Meyrick 1899. Agrotis microreas ingår i släktet Agrotis och familjen nattflyn. Inga underarter finns listade i Catalogue of Life.

## Bildgalleri

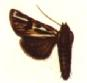